# Aldeanueva de Figueroa
Aldeanueva de Figueroa es un municipio y localidad española de la provincia de Salamanca, en la comunidad autónoma de Castilla y León. Se integra en la comarca de La Armuña. Pertenece al partido judicial de Salamanca y a la Mancomunidad La Armuña.
Su término municipal está formado por la localidad de Aldeanueva de Figueroa y los despoblados de Cabeza Barajas, Lagunas Rubias y Taragudo, ocupa una superficie total de 55,64 km² y según el INE en el año 2017 contaba con 263 habitantes.

## Geografía
Integrado en la comarca de La Armuña, se sitúa a 24 kilómetros de la capital provincial. El término municipal está atravesado por la autovía A-62 en el pK 213, además de por la carretera provincial SA-605 que permite la comunicación con Fuentesaúco y Arcediano. 
El relieve del municipio es predominantemente llano, por el que discurren algunos arroyos. La altitud oscila entre los 936 metros (cerro Castillejo) al noreste, en el límite con Villaescusa, y los 850 metros al sur. El pueblo se alza a 871 metros sobre el nivel del mar. 
| Noroeste: Villamor de los Escuderos (Zamora) | Norte: Fuentesaúco (Zamora) y Villaescusa (Zamora) | Noreste: Villaescusa (Zamora)                   |
| Oeste: Topas y Tardáguila                    |                                                    | Este: Villaescusa (Zamora) y Parada de Rubiales |
| Suroeste: Tardáguila                         | Sur: Arcediano, La Vellés y Pajares de la Laguna   | Sureste: La Orbada                              |

## Historia

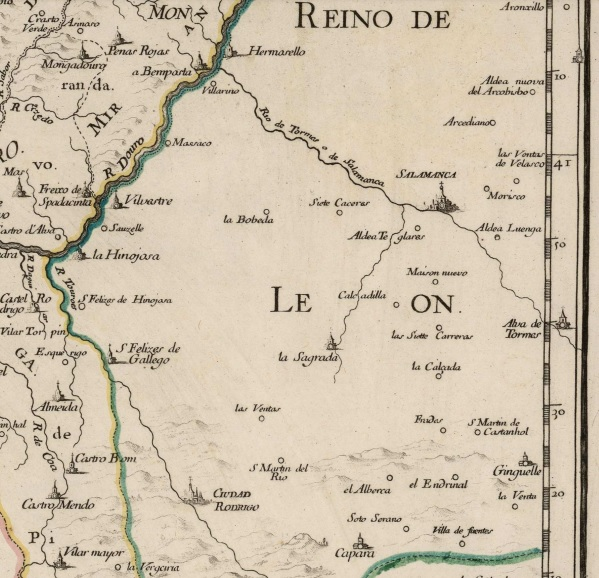
Mapa del año 1666 en el que aparece Aldeanueva de Figueroa, entonces aún denominada Aldeanueva del Arzobispo.

La localidad de Aldeanueva de Figueroa fue fundada en el siglo XIV, en torno a la atalaya defensiva (sobre la cual se construyó la iglesia, aprovechando la estructura de dicha atalaya para erigir la torre-campanario) que había sido erigida en el siglo XII-XIII como parte del sistema de defensa de la frontera oriental del reino leonés, quedando la localidad de Aldeanueva encuadrada en el cuarto de Armuña de la jurisdicción de Salamanca, dentro del Reino de León, denominándose entonces "Aldeanueva del Arçobispo" por pertenecer como señorío al Arzobispo de Santiago.
Dentro del actual municipio, junto a la antigua localidad de Lagunas Rubias, fue edificado entre finales del siglo XII e inicios del XIII un castillo que formaba parte del sistema defensivo del Reino de León frente a Castilla, del que aún se conservan restos.
Con la creación de las actuales provincias en 1833, Aldeanueva de Figueroa quedó encuadrado en la provincia de Salamanca, dentro de la Región Leonesa.
En el siglo XIX, Aldeanueva de Figueroa aparece descrito tanto en el Tomo I del Diccionario geográfico-estadístico de España y Portugal de Sebastián Miñano (en 1826), como en el primer volumen del Diccionario geográfico-estadístico-histórico de España y sus posesiones de Ultramar de Pascual Madoz (1845).

## Geografía humana

### Demografía
Cuenta con una población de 253 habitantes (INE 2024).
| Gráfica de evolución demográfica de Aldeanueva de Figueroa entre 1842 y 2021                                          |
| |
| Población de derecho según los censos de población del INE. Población de hecho según los censos de población del INE. |

En 1826 Aldeanueva de Figueroa contaba con una población de 589 habitantes,  mientras que en 1845, ya por entonces con ayuntamiento propio, tenía contabilizada una población de 708 habitantes..

### Núcleos de población

Humedal.

El municipio se divide en varios núcleos de población, que poseían la siguiente población en 2019 según el INE.
| Núcleo de población    | Población |
| ---------------------- | --------- |
| Aldeanueva de Figueroa | 253       |
| Lagunas Rubias         | 1         |
| Cabeza Barajas         | 0         |
| Taragudo               | 0         |

## Patrimonio

### Castillo de Lagunas Rubias

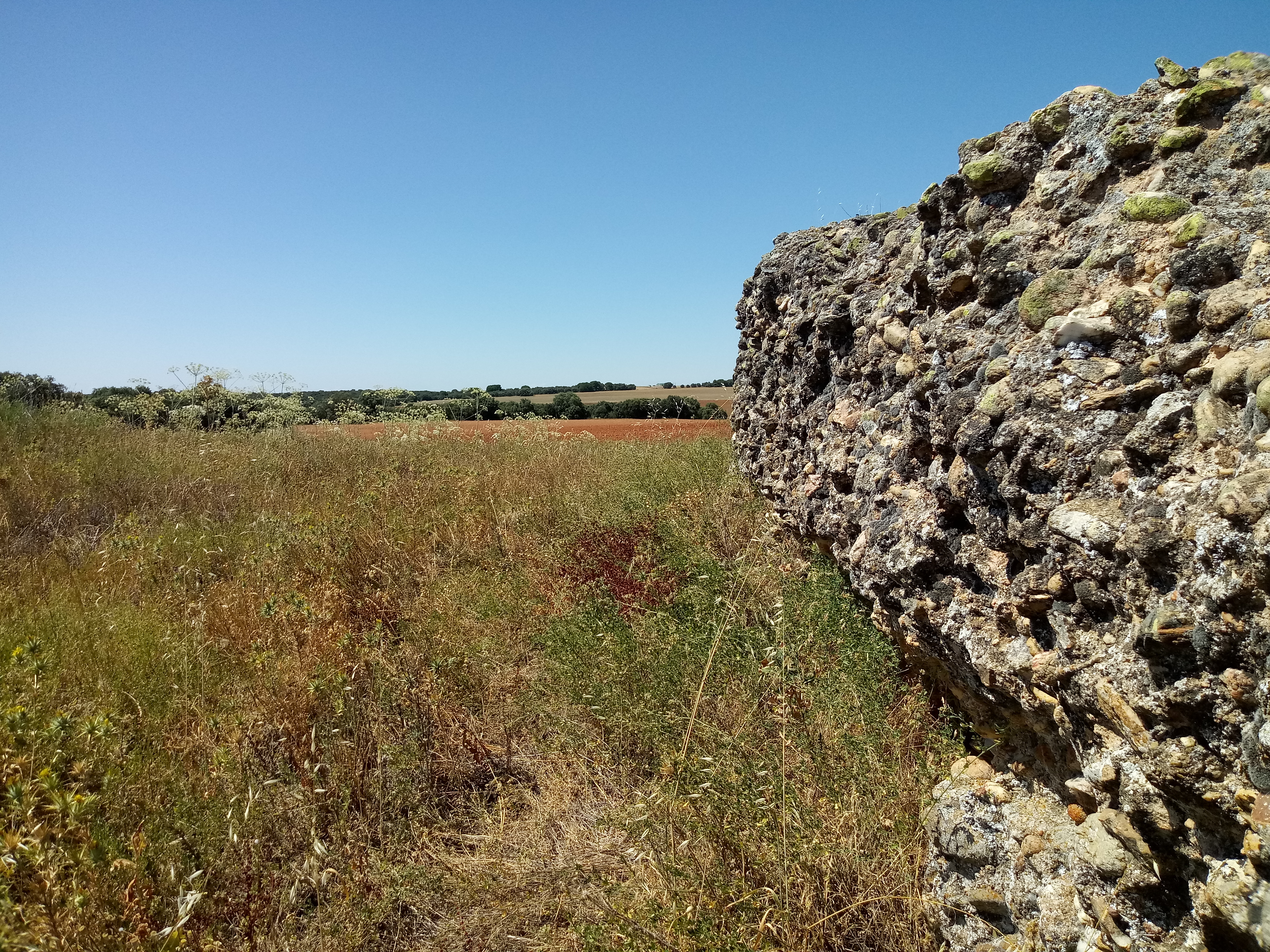
Muro visible del castillo de Lagunas Rubias, construido por la monarquía leonesa en los siglos XII-XIII.

Construcción militar con muros de calicanto, edificada por el Reino de León en los siglos XII-XIII y actualmente en ruinas, situada en las cercanías de la antigua localidad de Lagunas Rubias, al norte del núcleo urbano de Aldeanueva de Figueroa.

### Iglesia de Santiago Apóstol
Construida sobre una atalaya defensiva coetánea al castillo de Lagunas Rubias (del siglo XII-XIII) como parte del mismo sistema de defensa de la frontera oriental del Reino de León, la iglesia fue construida posteriormente en el siglo XIV aprovechando la estructura de dicha atalaya para erigir la torre-campanario. Reformada en el siglo XVI, la iglesia conjuga diferentes estilos, poseyendo en sus muros exteriores tres escudos pertenecientes a los linajes Zúñiga y Figueroa, Fonseca y Acevedo. En su interior cabe destacar una escultura de Santa Ana con la Virgen niña.

### Fiestas
- 5 y 6 de enero. Quintos del pueblo: Aguinaldo
- Semana Santa. Quintos del pueblo: Festividad de las Marías
- 23 de noviembre. San Clemente (Patrón)
- Primer domingo de octubre. Virgen del Rosario
- Finales de agosto. Fiestas principales

### Asociaciones
Asociación Juvenil El Pozo Viejo

## Vecinos ilustres
- Juan Bermúdez de Castro y Rascón, Vizconde de Revilla de Barajas, nacido el 9 de octubre de 1822 en Aldeanueva de Figueroa.[15]

## Administración y política
| Partido político                         | 2019  | 2019  | 2019       | 2015  | 2015  | 2015       | 2011  | 2011  | 2011       | 2007  | 2007  | 2007       | 2003  | 2003  | 2003       |
| Partido político                         | %     | Votos | Concejales | %     | Votos | Concejales | %     | Votos | Concejales | %     | Votos | Concejales | %     | Votos | Concejales |
| Partido Popular (PP)                     | 79,65 | 137   | 6          | 86,84 | 165   | 7          | 90,00 | 171   | 7          | 89,45 | 212   | 7          | 86,90 | 219   | 7          |
| Partido Socialista Obrero Español (PSOE) | 16,86 | 29    | 1          | 8,95  | 17    | 0          | 7,89  | 15    | 0          | 10,13 | 24    | 0          | 9,92  | 25    | 0          |